# Alessio Butti
Alessio Butti (Como, 15 ottobre 1964) è un politico italiano.
Dal 2 novembre 2022 sottosegretario di Stato alla Presidenza del Consiglio dei ministri con delega all’innovazione tecnologica nel governo Meloni.

## Biografia
Nato a Como, dove si è diplomato in perito tecnico industriale all'istituto Paolo Carcano, ha lavorato come consulente di marketing in varie aziende, tra cui anche editoriali e televisive (Espansione TV e Antenna 3 Lombardia) dove si è occupato di informazione e di progetti sulla digitalizzazione e sulla comunicazione del sistema televisivo locale.
Dal 2010 è anche consigliere d'amministrazione del Secolo d'Italia.

### Attività politica
Giornalista pubblicista, inizia la sua carriera politica giovanissimo, iscrivendosi e successivamente diventando dirigente del Fronte della Gioventù, l'organizzazione giovanile del Movimento Sociale Italiano-Destra Nazionale (MSI-DN), con cui alle elezioni amministrative del 1985 si candida al consiglio comunale di Como, nelle file del MSI-DN, venendo eletto consigliere comunale.
Alle elezioni amministrative del 1990 viene sia confermato consigliere comunale di Como (rimanendo in carica fino al 16 dicembre 1993) che eletto consigliere provinciale di Como, venendo successivamente confermato consigliere provinciale alle amministrative del 1994 e del 1998. 

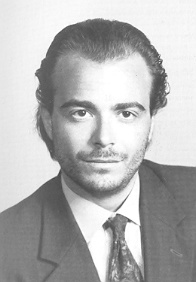
Alessio Butti eletto alla Camera dei deputati nel 1992.

Alle elezioni politiche del 1992 viene candidato alla Camera dei deputati, tra le liste dell'MSI-DN nella circoscrizione Como-Sondrio-Varese, risultando eletto deputato. Nella XI legislatura della Repubblica è stato componente della 9ª Commissione Trasporti, poste e telecomunicazioni e della Commissione parlamentare per il controllo sulle attività degli enti gestori di forme obbligatorie di previdenza ed assistenza sociale, oltre a presentare 86 progetti di legge.
Dal 12 luglio 1994 al 6 maggio 1996 è stato vicesindaco e assessore nella giunta comunale di Como con deleghe ai lavori pubblici, all'edilizia privata, al commercio, all'industria e alle politiche giovanili.
Alle politiche del 1996 si ricandida alla Camera nel collegio uninominale di Como, sostenuto dalla coalizione di centro-destra Polo per le Libertà in quota Alleanza Nazionale (AN), venendo riconfermato deputato con il 40,91% dei voti contro i candidati de L'Ulivo Giuseppe Veca (30,06%), della Lega Nord Luca Leoni Orsenigo (26,55%) e della Fiamma Tricolore Mario Nicollini (2,48%). Nel corso della XIII legislatura ha fatto parte della 7ª Commissione Cultura, scienza e istruzione e della Commissione parlamentare di vigilanza RAI.
Alle politiche del 2001 viene confermato alla Camera nel collegio elettorale di Como con il 56,13%. Nella XIV legislatura è membro della Commissione parlamentare di vigilanza Rai e capogruppo di AN nella 7ª Commissione Cultura, scienza e istruzione, oltre a ricoprire il ruolo di vice-capogruppo del gruppo parlamentare di AN.

#### Elezione a senatore
Alle elezioni politiche del 2006 viene eletto al Senato della Repubblica tra le liste di Alleanza Nazionale. Durante la XV legislatura è stato membro della 7ª Commissione Istruzione pubblica, beni culturali, capogruppo di AN nella Commissione parlamentare per l'indirizzo generale e la vigilanza dei servizi radiotelevisivi e segretario della 8ª Commissione Lavori pubblici, comunicazioni.
In seguito alle nuove elezioni, nelle quali viene rieletto per il Popolo della Libertà (PdL), dal 6 maggio 2008 è Segretario d'Aula del Senato della Repubblica. Riconfermato membro della Commissione Lavori pubblici del Senato e inoltre capogruppo del PdL alla Commissione di Vigilanza RAI.
A dicembre 2012 partecipa alla scissione del PdL, che raccoglie gli ex AN, guidata da Giorgia Meloni, Ignazio La Russa e Guido Crosetto e contribuisce alla fondazione del partito Fratelli d'Italia (FdI), con cui alle elezioni politiche del 2013 è stato ricandidato al Senato, ma risultando tuttavia non rieletto poiché il partito non supera la soglia di sbarramento del 3% a livello regionale.

#### Ritorno alla Camera
Alle elezioni politiche del 2018 viene candidato alla Camera nel collegio uninominale Lombardia 2 - 08 (Lecco), sostenuto dalla coalizione di centro-destra in quota FdI e fortemente voluto dal presidente di Fratelli d'Italia Meloni, venendo rieletto deputato con il 50,08% dei voti e superando i candidati del centro-sinistra, in quota Partito Democratico, Veronica Tentori (24,7%) e del Movimento 5 Stelle Costantino Anghileri (18,77%). Nella XVIII legislatura è stato vicepresidente della 8ª Commissione Ambiente, Territorio e Lavori pubblici, oltreché membro del Comitato per la legislazione, di cui è stato anche vicepresidente dal 6 gennaio al 5 novembre 2021 e presidente dal 5 novembre 2021 al 5 settembre 2022.

#### Sottosegretario all’innovazione tecnologica
Alle elezioni politiche anticipate del 2022 viene candidato al Senato, tra le liste di Fratelli d'Italia nei collegi plurinominali Lombardia - 01 come capolista e Liguria - 01 in quarta posizione, risultando eletto senatore in Lombardia.
Con la vittoria della coalizione di centro-destra alle politiche del 2022 e la seguente nascita del governo presieduto da Giorgia Meloni, il 31 ottobre 2022 viene indicato dal Consiglio dei Ministri come sottosegretario di Stato alla Presidenza del Consiglio dei ministri con delega all'innovazione tecnologica, entrando in carica dal 2 novembre seguente.
Ad ottobre 2023 nomina un Comitato per l’aggiornamento delle strategie sull’utilizzo dell'intelligenza artificiale, che verrà presieduto da Giuliano Amato.

## Vita privata
Si è sposato nel marzo 2014 con rito cattolico con Lisa Giussani, impegnata in uno studio legale e consigliera comunale di Appiano Gentile.